# Weegbreefamilie
De weegbreefamilie (Plantaginaceae) is een familie van tweezaadlobbige planten. Het zijn overwegend kruidachtigen, die wereldwijd voorkomen van koude streken tot in de tropen.
In het Cronquist-systeem (1981) vormde de weegbreefamilie in haar eentje de orde Plantaginales. Door de Angiosperm Phylogeny Group wordt ze echter in de (aldaar sterk uitgebreide) orde Lamiales ondergebracht. Bovendien is de familie in het APG II-systeem (2003) fors uitgebreid met alle planten in de lidstengfamilie (Hippuridaceae), de sterrenkroosfamilie (Callittrichaceae) en met geslachten uit de helmkruidfamilie (Scrophulariaceae), waaronder Ereprijs. De familie telt nu zo'n 1700 soorten in 90 geslachten.

## Soortenlijst
De volgende geslachten en soorten worden in Wikipedia beschreven:
- Anarrhinum
  - Anarrhinum bellidifolium (Madeliefbekje)
- Antirrhinum (Leeuwenbek)
  - Antirrhinum majus (Grote leeuwenbek)
- Bacopa
- Callitriche (Sterrenkroos)
  - Callitriche cophocarpa (Gekield sterrenkroos)
  - Callitriche hermaphroditica (Rond sterrenkroos, Herfststerrenkroos)
  - Callitriche obtusangula (Stomphoekig sterrenkroos)
  - Callitriche palustris (Klein sterrenkroos)
  - Callitriche platycarpa (Gewoon sterrenkroos)
  - Callitriche hamulata (Haaksterrenkroos)
  - Callitriche stagnalis (Gevleugeld sterrenkroos, Moerassterrenkroos)
  - Callitriche truncata (Doorschijnend sterrenkroos)
- Chaenorhinum (Kierleeuwenbek)
  - Chaenorhinum minus (Kleine leeuwenbek)
  - Chaenorhinum origanofolium (Marjoleinbekje)
- Cymbalaria
  - Cymbalaria muralis (Muurleeuwenbek)
- Collinsia
- Digitalis (Vingerhoedskruid)
  - Digitalis grandiflora (Grootbloemig vingerhoedskruid)
  - Digitalis lanata (Wollig vingerhoedskruid)
  - Digitalis laevigata
  - Digitalis lutea (Geel vingerhoedskruid)
  - Digitalis parviflora
  - Digitalis purpurea (Vingerhoedskruid)
- Globularia (Kogelbloem)
  - Globularia repens (Kruipende kogelbloem)
- Gratiola
  - Gratiola officinalis (Genadekruid)
- Hebe
  - Hebe barkeri
- Hippuris
  - Hippuris vulgaris (Lidsteng)
- Kickxia (Stoppelleeuwenbek)
  - Kickxia spuria (Eironde leeuwenbek)
  - Kickxia elatine (Spiesleeuwenbek)
- Linaria (Vlasleeuwenbek)
  - Linaria alpina (Alpenleeuwenbek)
  - Linaria pelisseriana
  - Linaria repens (Gestreepte leeuwenbek)
  - Linaria triornithophora
  - Linaria vulgaris (Vlasbekje)
- Littorella
  - Littorella uniflora (Oeverkruid)
- Misopates
  - Misopates orontium (Akkerleeuwenbek)
- Penstemon
  - Penstemon digitalis
- Plantago (Weegbree)
  - Plantago arenaria (Zandweegbree)
  - Plantago coronopus (Hertshoornweegbree)
  - Plantago lanceolata (Smalle weegbree)
  - Plantago major
    - Plantago major subsp. intermedia (Getande weegbree)
    - Plantago major subsp. major (Grote weegbree)

  - Plantago maritima (Zeeweegbree)
  - Plantago media (Ruige weegbree)
  - Plantago ovata
- Veronica (Ereprijs)
  - Veronica agrestis (Akkerereprijs)
  - Veronica anagallis-aquatica (Blauwe waterereprijs)
  - Veronica arvensis  (Veldereprijs)
  - Veronica austriaca subsp. teucrium (Brede ereprijs)
  - Veronica beccabunga  (Beekpunge)
  - Veronica chamaedrys (Gewone ereprijs)
  - Veronica filiformis (Draadereprijs)
  - Veronica hederifolia (Klimopereprijs)
  - Veronica longifolia (Lange ereprijs)
  - Veronica montana (Bosereprijs)
  - Veronica officinalis (Mannetjesereprijs)
  - Veronica persica (Grote ereprijs)
  - Veronica polita (Gladde ereprijs)
  - Veronica praecox (Vroege ereprijs)
  - Veronica prostrata (Liggende ereprijs)
  - Veronica scutellata (Schildereprijs)
  - Veronica serpyllifolia (Tijmereprijs)
  - Veronica triphyllos (Handjesereprijs)
  - Veronica verna (Kleine ereprijs)